# Ligne d'Étampes à Auneau-Embranchement
La ligne d'Étampes à Auneau-Embranchement est une ancienne ligne ferroviaire française, qui reliait les gares de Étampes et d'Auneau, dans les départements de l'Essonne et d'Eure-et-Loir, aujourd'hui déclassée.
Cette ligne constitue la ligne 549 000 du Réseau ferré national.

## Historique

### Histoire
La ligne d'Étampes à Auneau portait le numéro 39 dans le plan Freycinet. Elle devait constituer une ligne transversale prévue pour relier Melun à Chartres et rattacher ainsi le réseau du PLM à celui d'Orléans. Seule la section d'Étampes à Auneau sera construite.
La ligne a été mise en service le 5 juin 1893 d'Étampes à Auneau-Embranchement.
Le 1er août 1939, la ligne est fermée au service voyageurs. Un trafic fret subsistera jusqu'en 1972. La ligne sera entièrement déférée entre 1973 et 1977.
Une piste cyclable de 5 km est aménagée d'Étampes à Chalo-Saint-Mars.

### Chronologie
- 31 juillet 1871 : déclaration d'utilité publique, au titre de l'intérêt local, de la section de la ligne comprise dans le département d'Eure-et-Loir[2]. La section est concédée à la Compagnie du chemin de fer d'Orléans à Rouen[3].
- 31 juillet 1879 : reclassement de la section de la ligne comprise dans le département d'Eure-et-Loir dans le réseau d'intérêt général à la suite de la faillite de la Compagnie du chemin de fer d'Orléans à Rouen[3],[4].
- 28 juin 1883 : concession à la compagnie du chemin de fer de Paris à Orléans[5].
- 16 janvier 1885 : déclaration d'utilité publique de la section de la ligne comprise dans le département de Seine-et-Oise[6].
- 5 juin 1893 : ouverture de la ligne.
- 1er août 1939 : fermeture au service voyageurs.
- 3 novembre 1969 : fermeture de la section Étampes — Saint-Hilaire au service marchandises.
- 28 mars 1972 : déclassement de la section Étampes — Sainville (PK 57,502 — PK 77,260)[7].
- 3 avril 1972 : fermeture de la section Sainville — Auneau au service marchandises.
- 24 février 1975 : déclassement de la section Sainville — Auneau (PK 77,260 — PK 86,080)[8].

| Section                           | Longueur (km) | Date de concession | Date d'ouverture | Date de fermeture aux voyageurs | Date de fermeture aux marchandises |
| --------------------------------- | ------------- | ------------------ | ---------------- | ------------------------------- | ---------------------------------- |
| Étampes - Saint-Hilaire - Chalo   | 6,7           | 20 novembre 1883   | 5 juin 1893      | 1er août 1939                   | 3 novembre 1969                    |
| Saint-Hilaire - Chalo – Sainville | 16,2          | 20 novembre 1883   | 5 juin 1893      | 1er août 1939                   | 3 novembre 1969                    |
| Sainville – Auneau-Embranchement  | 10,1          | 31 juillet 1871    | 5 juin 1893      | 1er août 1939                   | 3 avril 1972                       |

## Infrastructure

### Ligne
La ligne, d'une longueur de 33 km, dont 19 en Seine-et-Oise et 14 en Eure-et-Loir, reliait la gare d'Étampes à celle Auneau. Construite en voie unique, des acquisitions foncières avaient été prévues pour un doublement des voies, qui ne sera jamais effectif.
Cette ligne possédait un profil plutôt facile avec des rampes de 10 ‰ et des rayons de courbure de 500 m maximum.

### Gares et arrêts
La ligne comportait six gares et deux arrêts :
- la gare d'Étampes, km 0 de la ligne ;
- la gare de Saint-Hilaire - Chalo, au km 7 ;
- l'arrêt du Plessis-Saint-Benoit, au km 13 ;
- la gare de Saint-Escobille, au km 17 ;
- la gare de Sainville, au km 23 ;
- l'arrêt de Maisons, au km 26 ;
- la gare de Aunainville - Denonville, au km 29 ;
- la gare d'Auneau, au km 33.

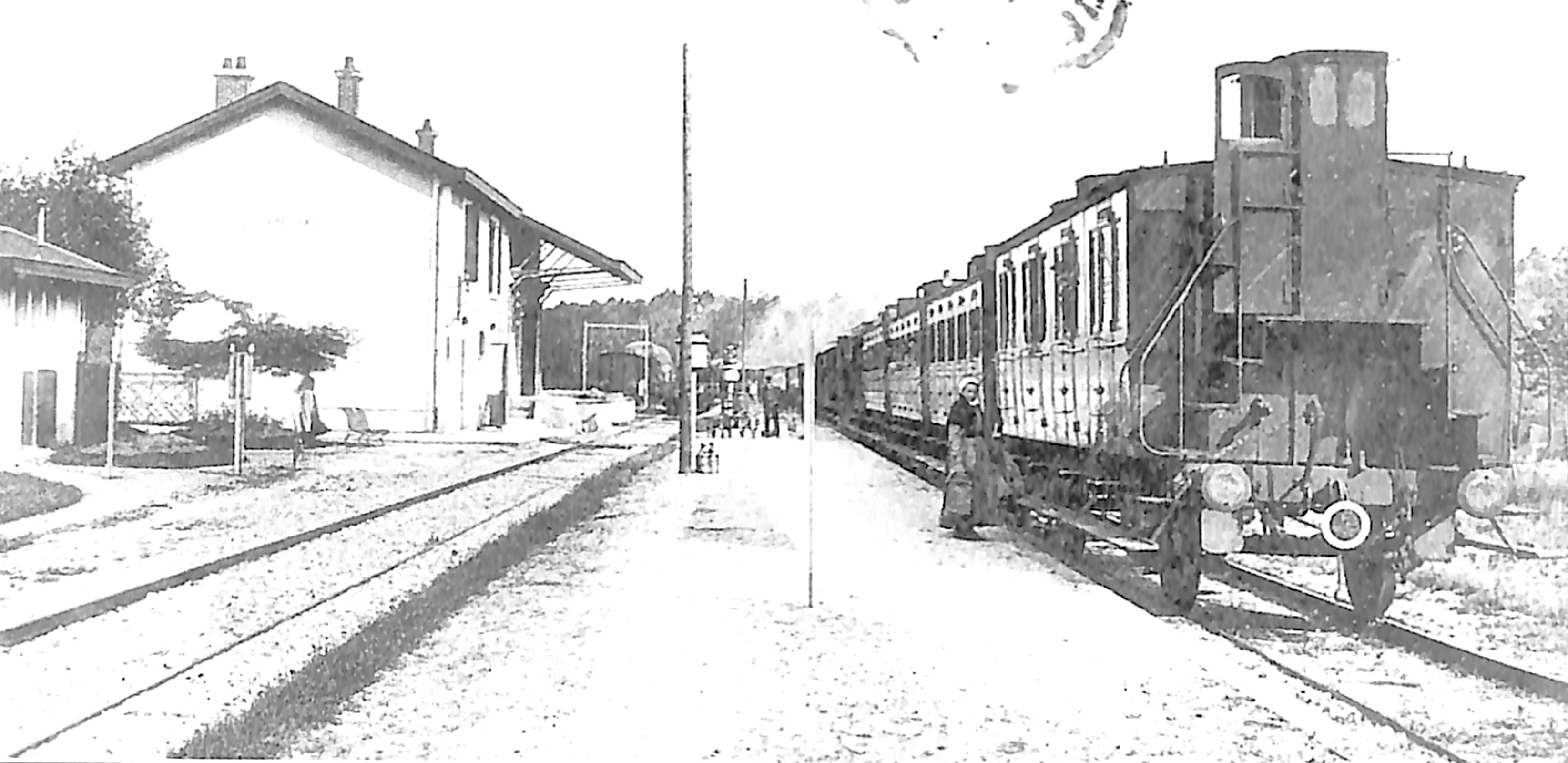
La gare de Saint-Hilaire - Chalo vers 1910.
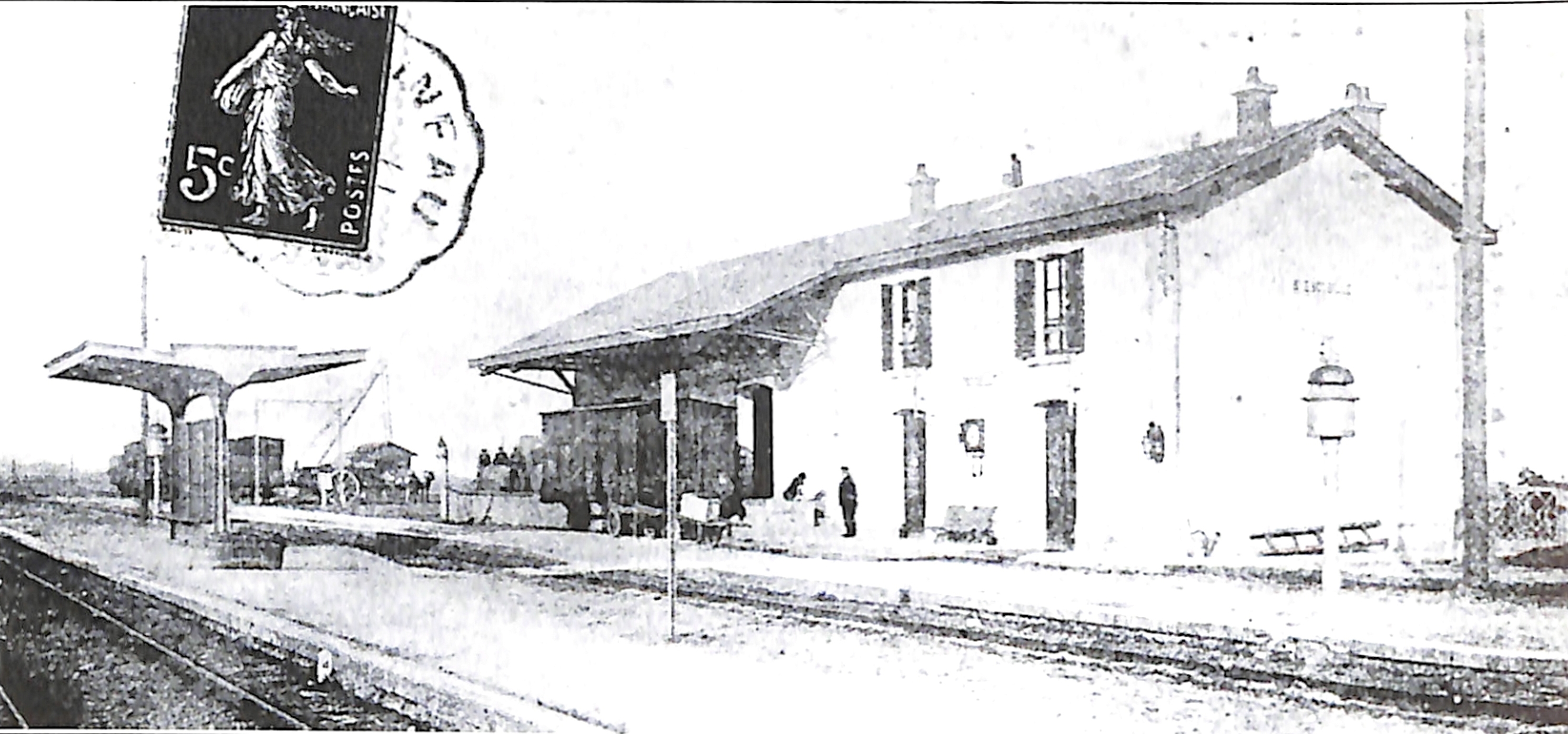
La gare de Sainte-Escobille vers 1910.

## Exploitation de la ligne

### Horaires

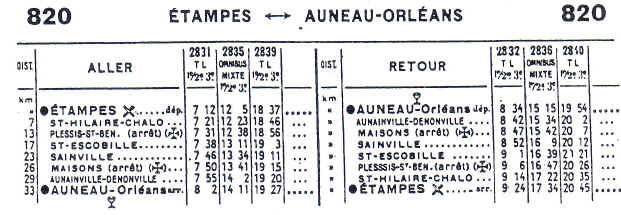
Fiche horaire de la ligne au début à partir de 1929.

À son ouverture, la ligne était desservie par deux trains de voyageurs par jour dans chaque sens ; un le matin et un le soir. La desserte passa à trois trains par jour et par sens à partir de 1920. À la vitesse de 50 km/h, le trajet complet s'effectuait en 50 minutes. Le train supplémentaire était un train mixte voyageurs et marchandises.

### Matériel roulant
Les trains de voyageurs étaient tractés par des locomotives de type 1-2-1, dites « Forquenot ». Les trains de marchandises étaient tirés par des 0-3-0, puis par des 0-4-0 et des 2-3-0. Des locomotives 141 TB (ex  141 T PO 5616 à 5740) remplacèrent les Forquenot avant la fermeture de la ligne.

## Galerie de photographies

Ligne d'Étampes à Auneau-Embranchement
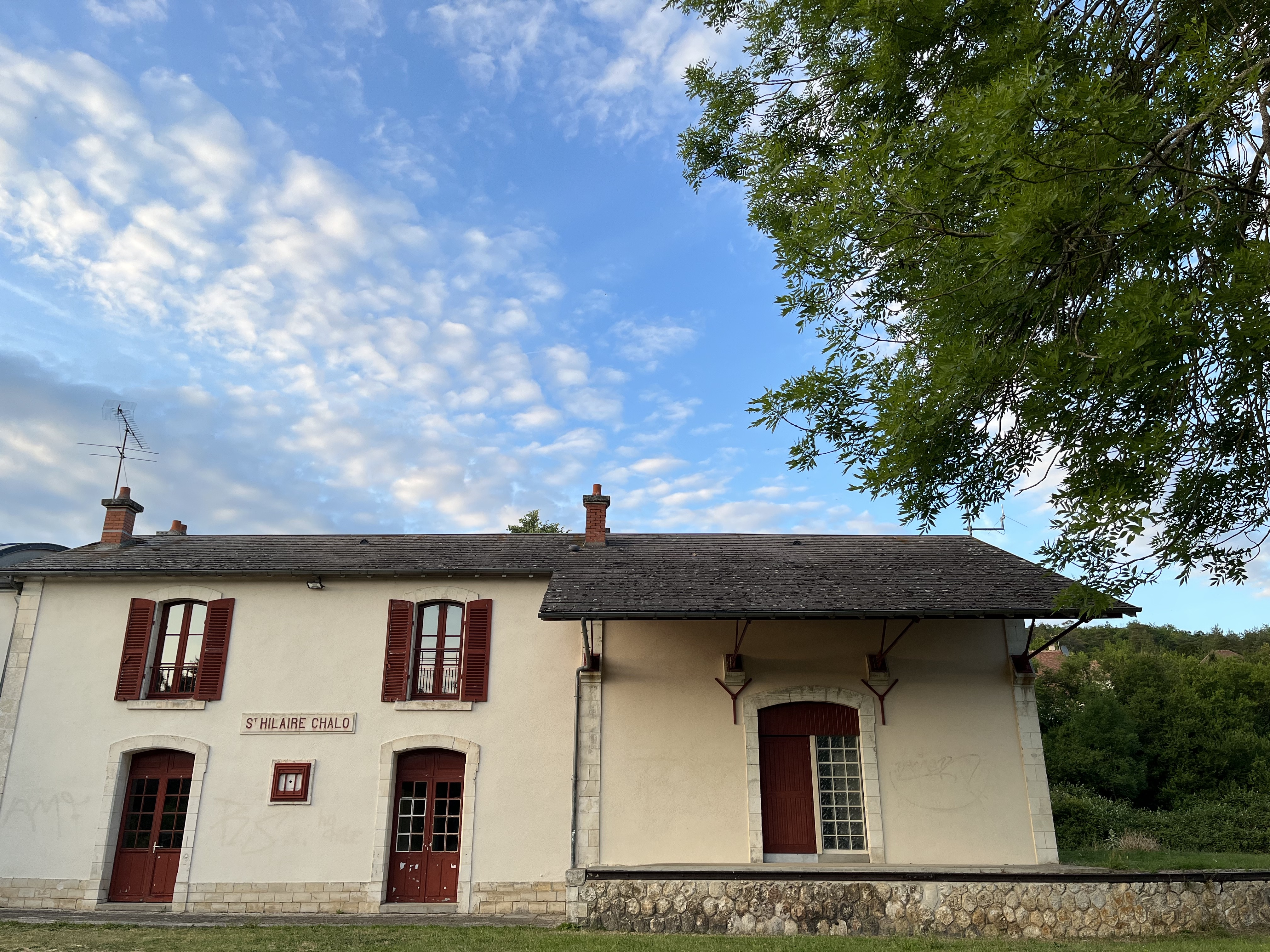
L'ancien bâtiment voyageurs et la halle marchandises de la gare de Saint-Hilaire - Chalo.
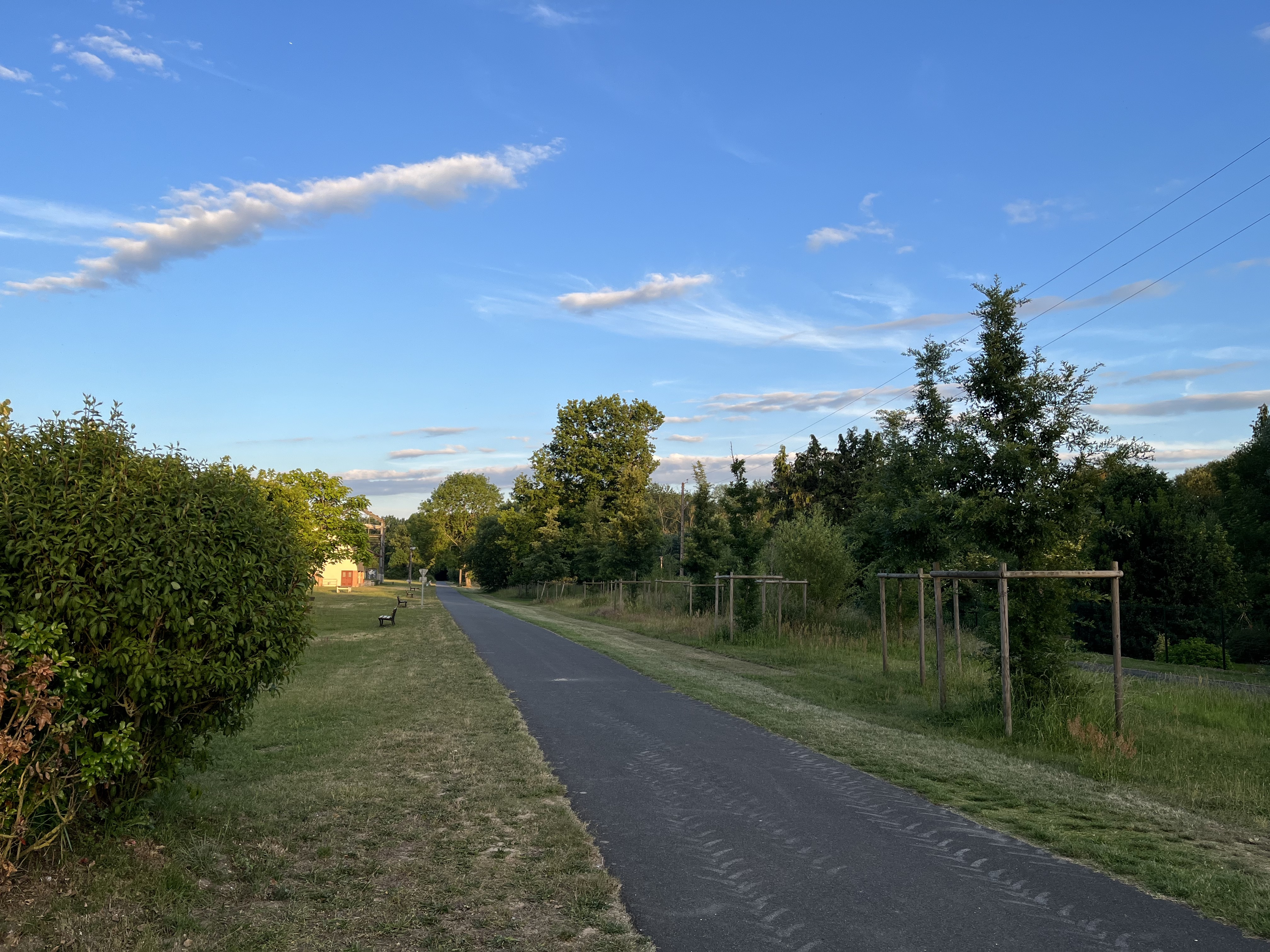
L'ancienne plateforme, reconvertie en piste cyclable.
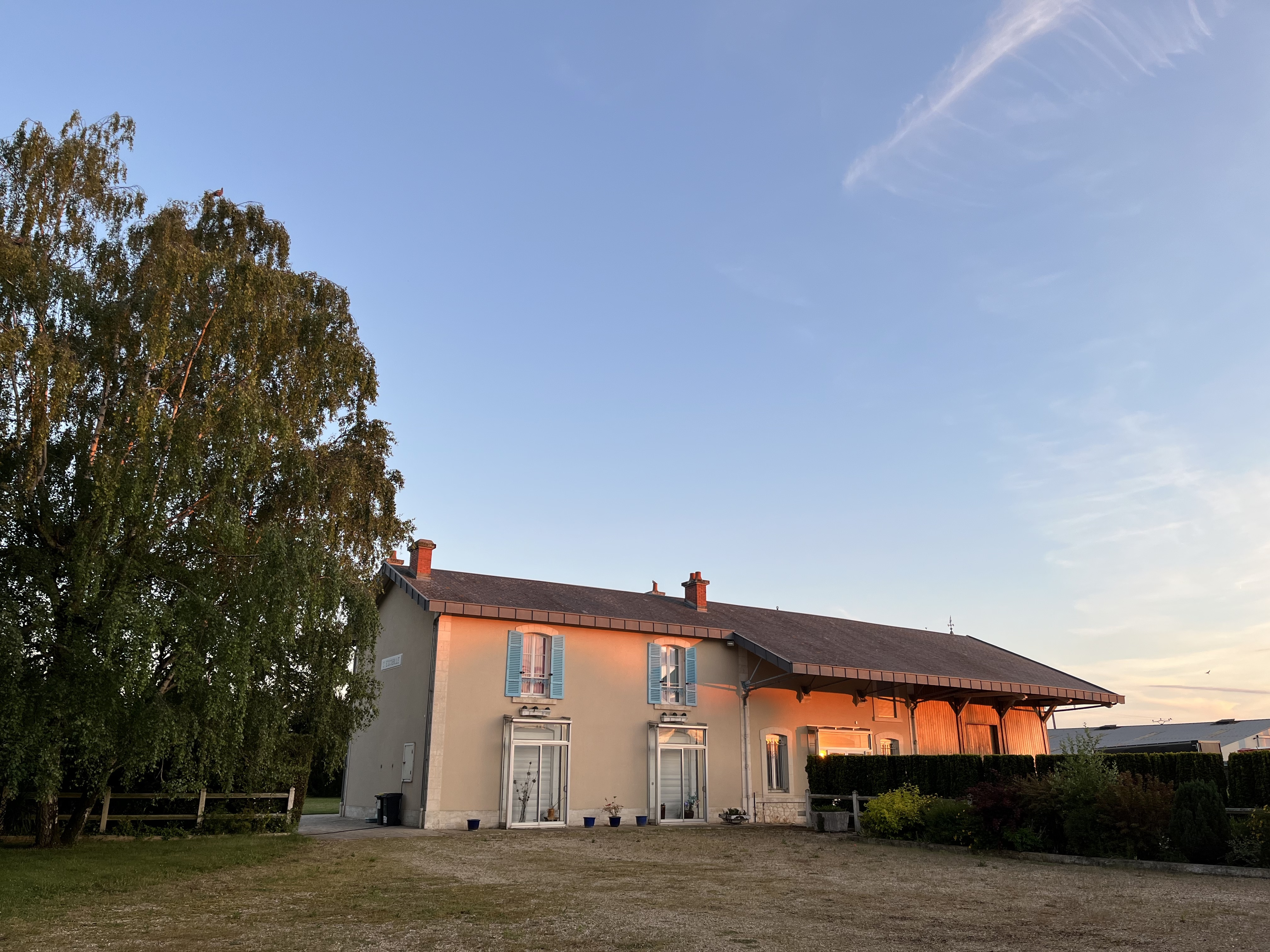
L'ancien bâtiment voyageurs et la halle marchandises de la gare de Saint-Escobille.
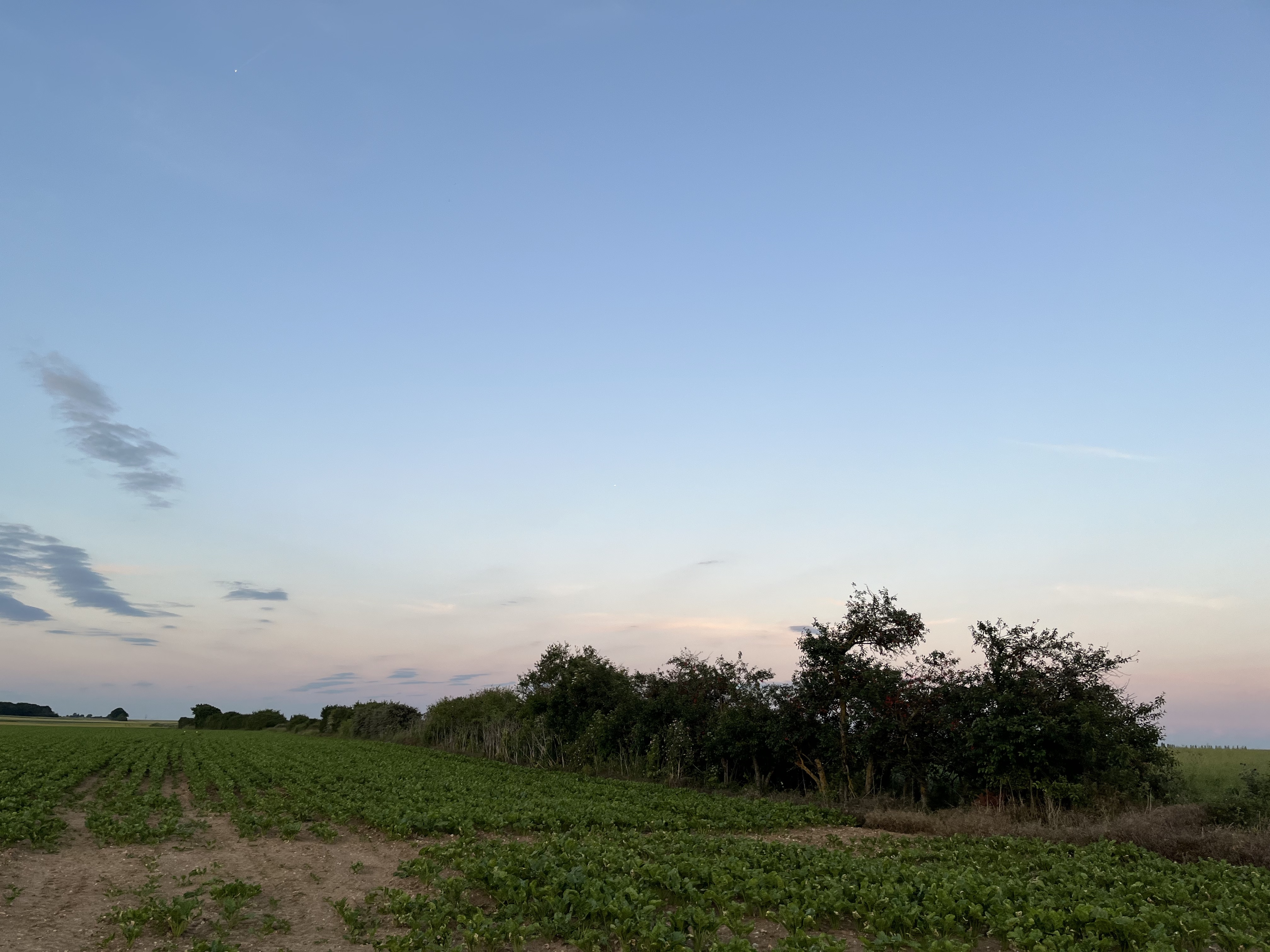
Vue de l'ancienne plateforme peu avant la gare de Sainville, envahie par la végétation
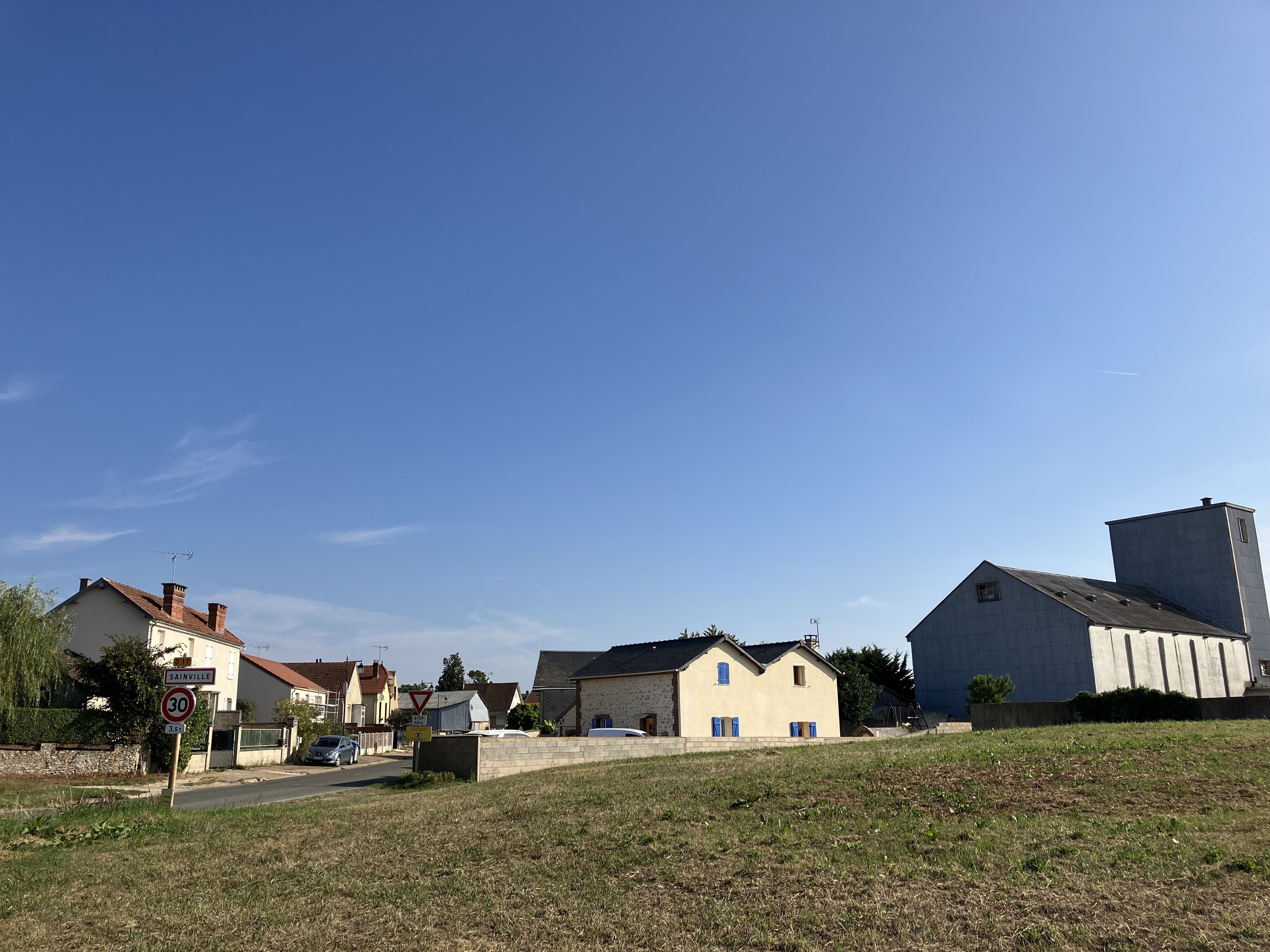
L'ancien bâtiment voyageurs de la gare de Sainville et le silo attenant.
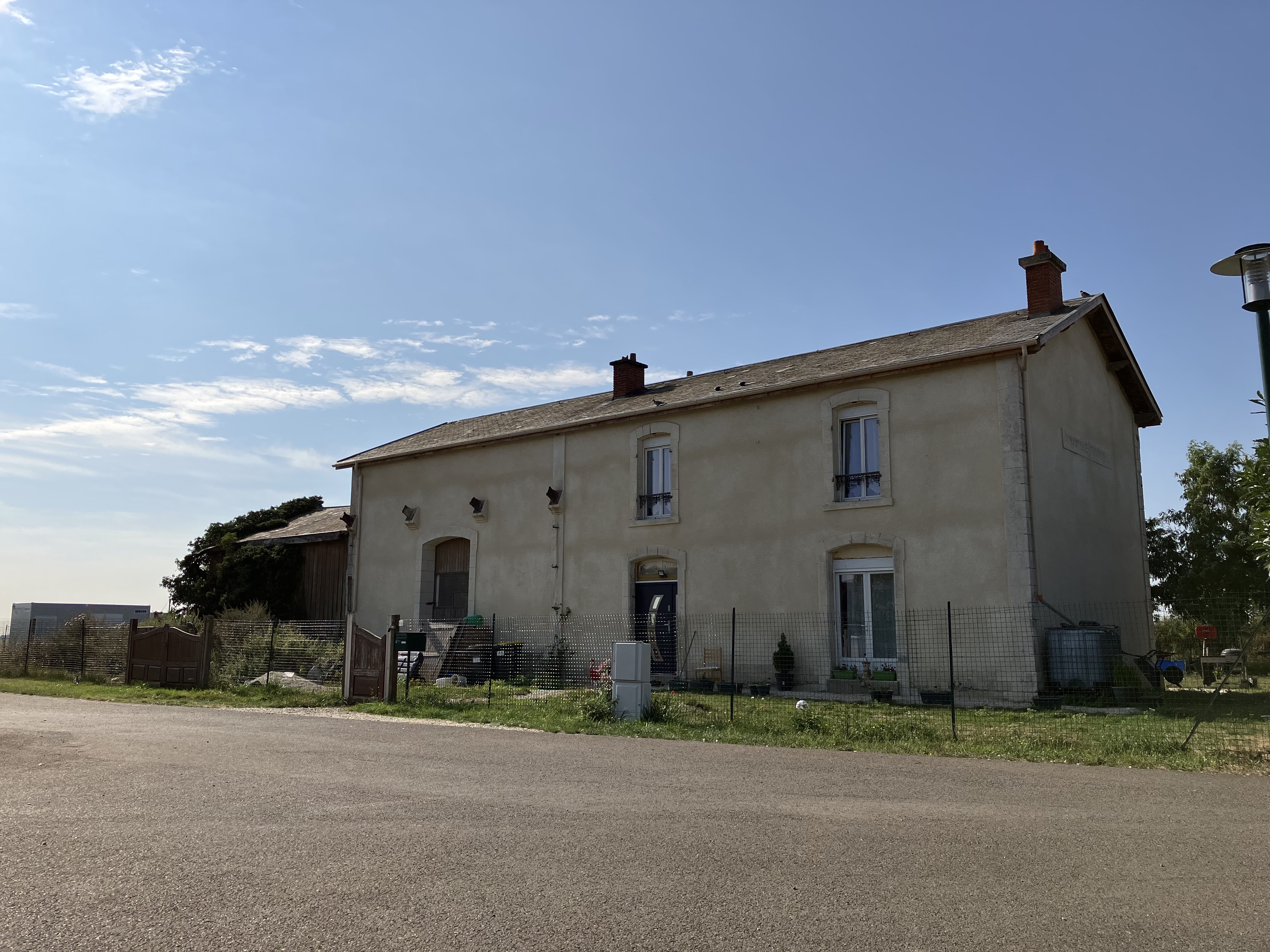
Les anciens bâtiments voyageurs et marchandises de la gare de La Chapelle-d'Aunainville - Denonville.